# Nymphon villosum
Nymphon villosum är en havsspindelart som först beskrevs av Hodgson, T.V. 1907.  Nymphon villosum ingår i släktet Nymphon och familjen Nymphonidae. Inga underarter finns listade i Catalogue of Life.